# Alzina de Gabrielet
L'Alzina de Gabrielet (Quercus ilex subsp. ballota) és un arbre que es troba a Maials (el Segrià).

## Dades descriptives
- Perímetre del tronc a 1,30 m: 3,88 m.
- Perímetre de la base del tronc: 6,67 m.
- Alçada: 18,80 m.
- Amplada de la capçada: 28,34 m.
- Altitud sobre el nivell del mar: 345 m.[1]

## Entorn
És en una zona amb predomini de conreus d'olivera i ametller, i, als marges i petits bosquets, amb carrasca, ullastre, aladern, arçot, romaní i garric, i amb herbassar format, entre d'altres, per espècies com fenàs, card marià, bufadors, ababol, fonoll, all de bruixa, lleteresa serrada, malrubí i ravenissa blanca. Quant a fauna, hi trobem cogullada, alosa, gaig blau (durant l'estiu), tudó, mussol comú i àliga calçada (durant el període migratori).

## Aspecte general
És una carrasca d'un port de gran bellesa, la qual destaca per l'amplada de capçada i, també, perquè és un individu aïllat, el qual creix entre extensos conreus d'olivera i ametller en un terreny d'elevada sequera. S'hi observen manifestacions externes de presència de xilòfags, però el vigor marca la pauta general en l'estat d'aquesta carrasca. El que més sorprèn és la ufanor global de l'arbre, tot i les pèssimes condicions climàtiques i pluviomètriques en què viu des de fa tants anys.

## Accés
Des de Maials, cal agafar la carretera LV-7046, en direcció a Almatret. Poc després de passar els primers quilòmetres, veurem una indicació que anuncia "Alzina Centenària", on haurem de trencar a l'esquerra per una pista que voreja conreus d'olivera. Seguim la pista uns minuts i ben aviat ens trobarem l'alzina. GPS 31T 0289284 4581112.